# Kim Jae-ryong
Dans ce nom coréen, le nom de famille, Kim, précède le nom personnel.
Kim Jae-ryong (en coréen : chosŏn'gŭl :김재룡) est un homme d'État nord-coréen. Il est premier ministre de la Corée du Nord du 11 avril 2019 au 13 août 2020.

## Biographie
La carrière de Kim Jae-ryong est peu connue à l'étranger, si ce n'est qu'il aurait dirigé plusieurs sites industriels. Il devient membre du Comité central du Parti du travail en 2016. Avant sa nomination comme Premier ministre, il est le président du comité du parti du travail dans la province de Jagang. Lors des élections législatives de mars 2019, il est élu député à l'Assemblée populaire suprême dans la circonscription de Huichon, dans le nord du pays. L'Assemblée législative, le 11 avril 2019, remplace Pak Pong-ju (âgé de 80 ans)  par Kim Jae-ryong au poste de premier ministre.  
Personnage méconnu des experts et du public, sa nomination comme Premier ministre est peu comprise. Certains évoquent la possibilité qu'il ait été nommé afin de mettre un terme aux réformes économiques de Pak Pong-ju. En 2020, après un an en poste, il s'avère qu'il a plutôt continué la mise en place des réformes économiques. 